# Mnium heteromallum
Mnium heteromallum là một loài Rêu trong họ Mniaceae. Loài này được (Hedw.) J.F. Gmel. ex With. mô tả khoa học đầu tiên năm 1801.